# Microlycus pulcherrimus
Microlycus pulcherrimus är en stekelart som beskrevs av Geoffrey John Kerrich 1969.
Microlycus pulcherrimus ingår i släktet Microlycus och familjen finglanssteklar. Artens utbredningsområde är Kenya och Nigeria. Inga underarter finns listade i Catalogue of Life.